# Rene Bond
Rene Bond (San Diego, 11 ottobre 1950 – 2 giugno 1996) è stata un'attrice pornografica statunitense.

## Biografia
Inizia la sua carriera come attrice nei film d'exploitation softcore e film di sexploitation, tra cui The Jekyll and Hyde Portfolio (1971). È stata una delle prime attrice pornografiche a ricevere protesi mammarie. 
Ha recitato tra l'altro nei film 'Necromania': A Tale of Weird Love! (1971), The Adult Version of Jekyll & Hide (1972), Please Don't Eat My Mother! (1973), Five Loose Women (1974), Country Hooker (1974).
Era anche attiva come performer di burlesque e di spogliarelli.
È inclusa nella AVN Hall of Fame e nella X-Rated Critics Organization Hall of Fame.
Si è spenta a soli 45 anni a causa di una cirrosi epatica.

## Riconoscimenti
AVN Awards
- 1998 - Hall of Fame[1]

XRCO Awards
- 1985 - Hall of Fame[2]